# Hintonella
Hintonella é um género botânico pertencente à família das orquídeas (Orchidaceae).

## Espécie
1. Hintonella mexicana Ames (1938)